# Lysiana maritima
Lysiana maritima är en tvåhjärtbladig växtart som först beskrevs av B.A. Barlow, och fick sitt nu gällande namn av B.A. Barlow. Lysiana maritima ingår i släktet Lysiana och familjen Loranthaceae. Inga underarter finns listade i Catalogue of Life.